# Väinö Kokkinen
Väinö Anselmi Kokkinen (25. listopad 1899 Hollola, Finsko – 27. srpna 1967 Kouvola, Finsko) byl finský zápasník, reprezentant v zápase řecko-římském.
Třikrát startoval na olympijských hrách. V roce 1928 na hrách v Amsterodamu a v roce 1932 na hrách v Los Angeles vybojoval zlatou medaili ve střední váze. V roce 1936 na hrách v Berlíně ve stejné kategorii vybojoval 4. místo.
V roce 1930 vybojoval zlato, v letech 1925, 1929, 1931 a 1933 stříbro na mistrovství Evropy. V roce 1926, 1929 až 1932 a 1934 vybojoval titul finského šampiona.